# Jimmy Carter National Historical Park
Il Jimmy Carter National Historical Park (letteralmente Parco nazionale storico di Jimmy Carter) è un'area protetta statunitense situata a Plains, in Georgia, volta a preservare i luoghi natali, la residenza privata e la sepoltura di Jimmy Carter, 39º presidente degli Stati Uniti d'America. La gestione è affidata al National Park Service in accordo col Carter Center di Atlanta, l'ONG fondata dall'ex presidente per perseguire le proprie campagne umanitarie.

## Il parco
L'area tutelata fu istituita formalmente come National Historic Site dalla Public Law 100-206 del 23 dicembre 1987; la trasformazione in parco nazionale storico fu accordata nel 2021. La superficie sottoposta a tutela è di circa 71 acri e ricomprende al proprio interno la casa natale e la residenza privata dell'ex presidente e della moglie Rosalynn, l'antica fattoria di famiglia (con relative case ed edifici di servizio) e il casello ferroviario che fu usato come quartier generale della campagna per le elezioni presidenziali 1976. Fa parte del parco anche la vecchia Plains High School (attiva dal 1921 al 1979), trasformata in centro per i visitatori. Dal 1981 al 2024, allorché Carter e la moglie sono tornati stabilmente a vivere nella tenuta (la loro casa è situata all'indirizzo 209 Woodland Drive), l'area intorno alla dimora è stata interdetta all'accesso del pubblico e sottoposta alla sorveglianza dell'United States Secret Service. Non lontano dall'area protetta si trova altresì la Maranatha Baptist Church, la chiesa battista presso la quale l'ex presidente fino al 2020 ha tenuto un seminario aperto al pubblico a cadenza settimanale (la Sunday school) per leggere e commentare passi della Bibbia e usarli come punto di partenza per confrontarsi e dibattere sulle tematiche a lui più care. Presso la stessa chiesa, sono stati celebrati i funerali della moglie Rosalynn, deceduta il 19 novembre 2023, così come quelli dell’ex presidente, deceduto il 29 dicembre 2024. A partire dal 9 gennaio 2025 le salme dei due coniugi riposano insieme, l’una accanto all’altra, nell’area protetta di Plains.

## Edifici di rilievo

### Centro visite e museo
Quella che dal 1921 al 1979 fu la Plains High School, frequentata sia da Jimmy che da Rosalynn Carter, è stata trasformata nel 1996 in uno spazio museale ed espositivo.  Al suo interno sono state riportate nelle condizioni in cui si trovavano durante l'infanzia del presidente un'aula, l'ufficio del preside e l'auditorium. Nell'ex scuola sono altresì esposti il premio Nobel per la pace assegnato a Jimmy Carter nel 2002 e una fedele replica della Resolute desk, la monumentale scrivania che proprio il 39º presidente volle al centro dello Studio Ovale alla Casa Bianca. In altre stanze il percorso museale racconta la vita dei coniugi Carter, anche dal punto di vista dei loro amici.

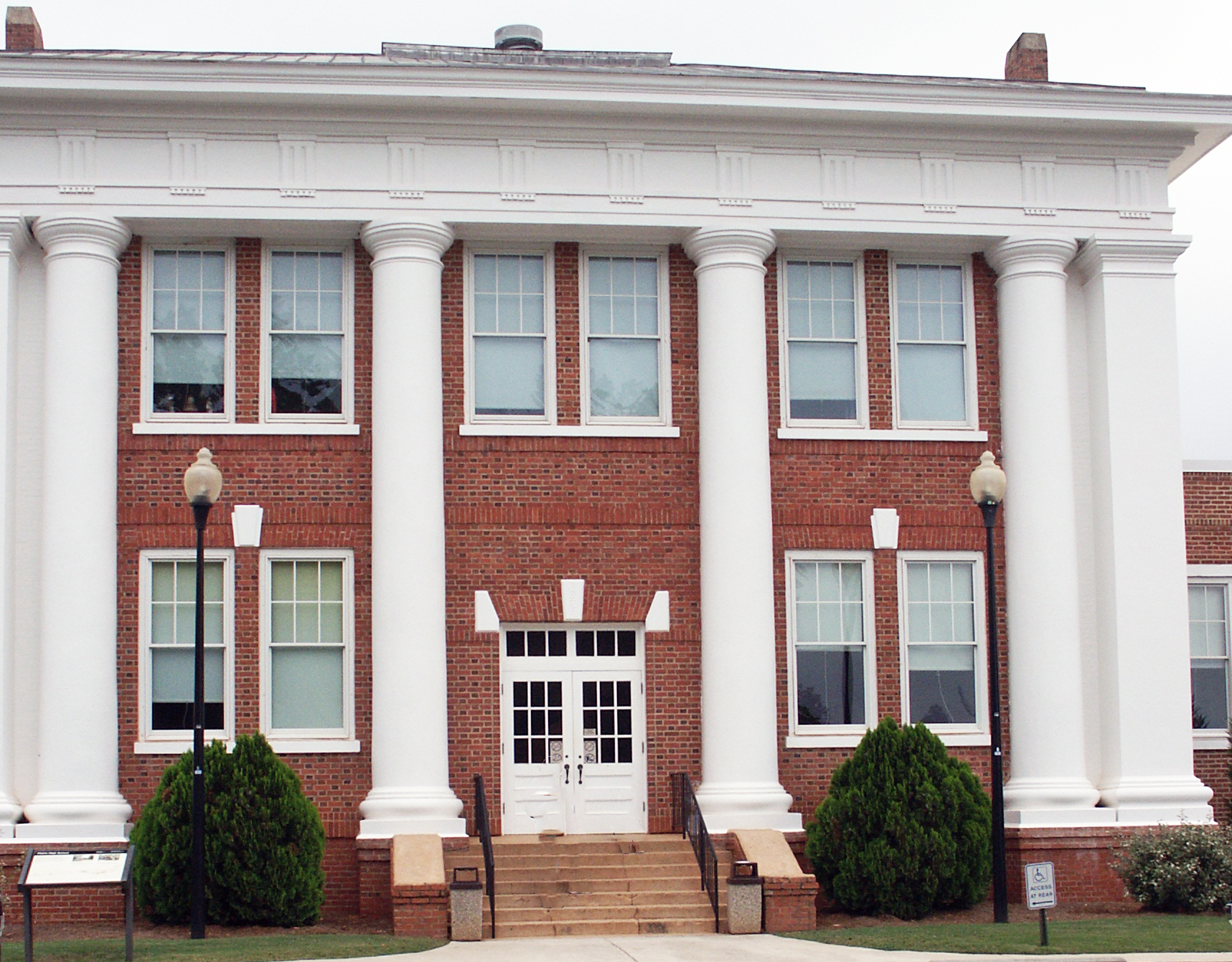
Facciata della vecchia High School
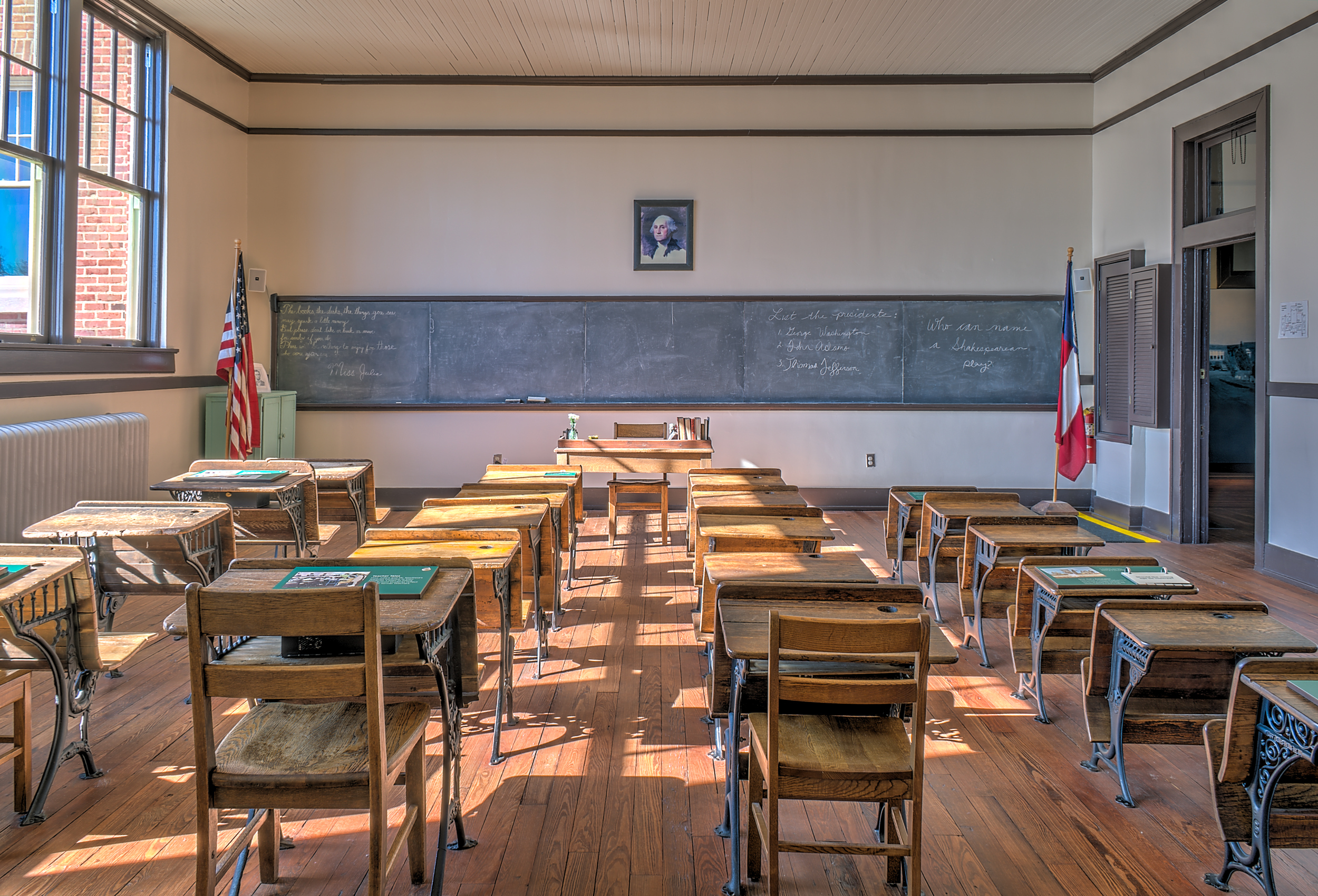
L'aula dove il giovane Carter seguiva le lezioni
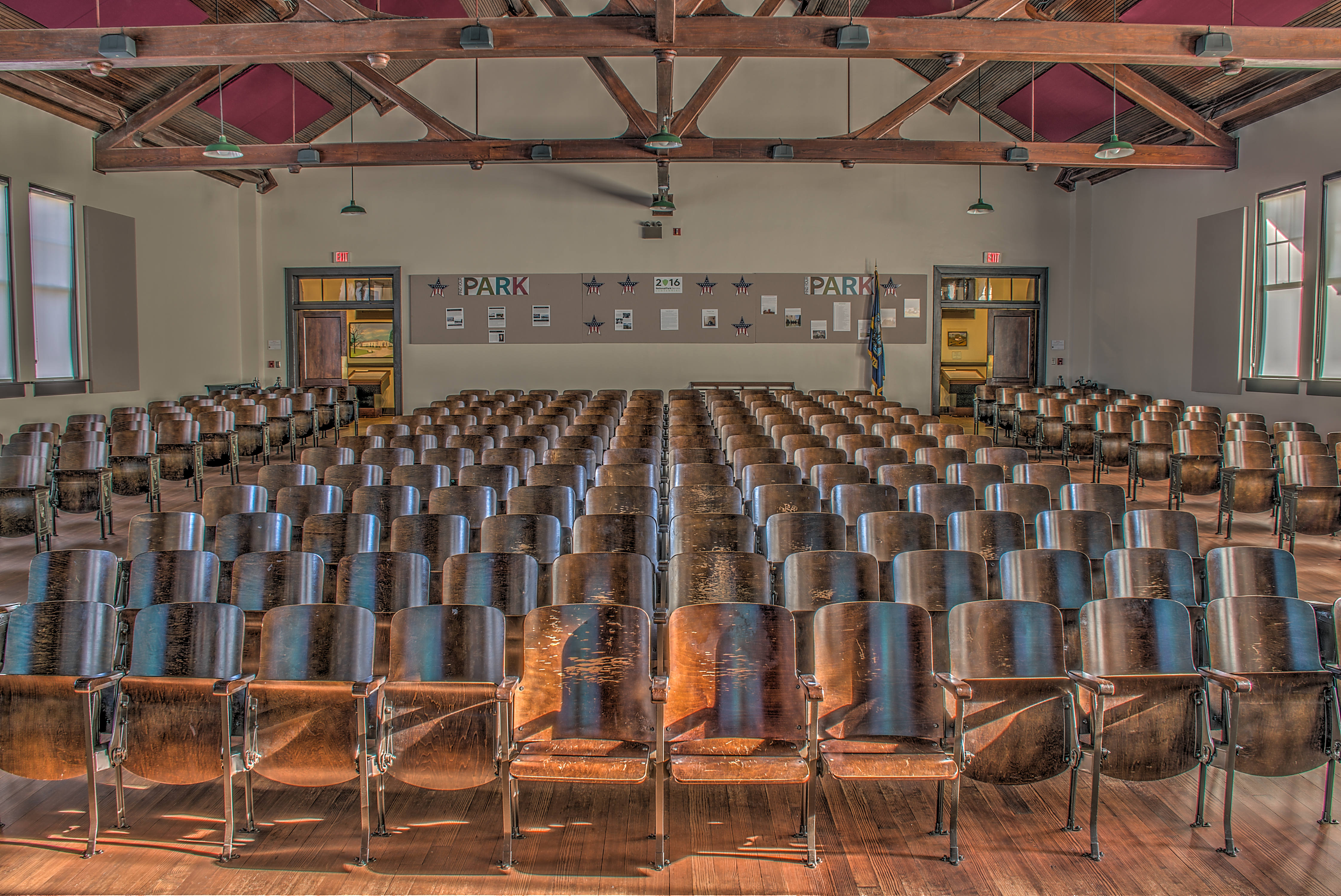
L'auditorium scolastico
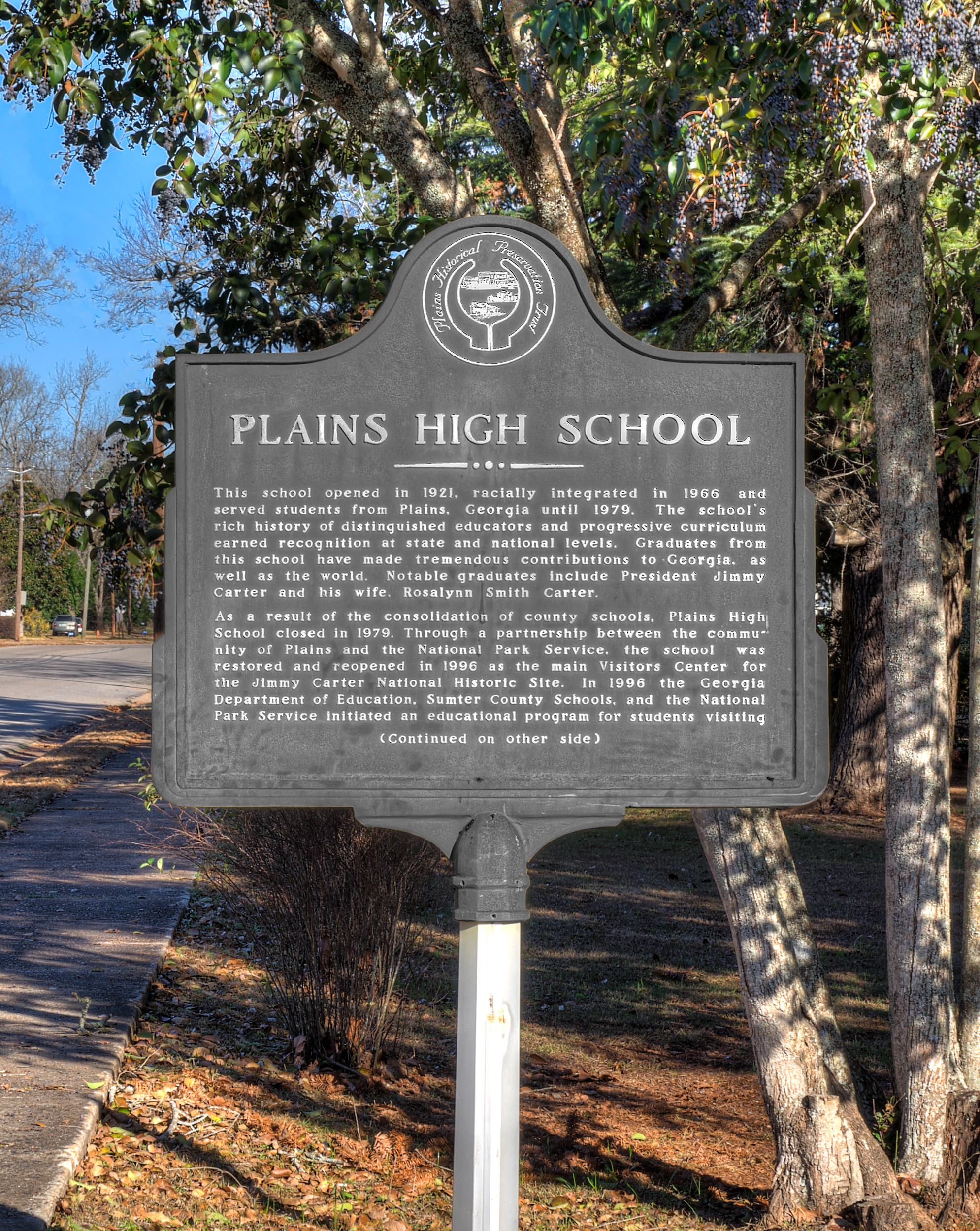
Cartello esplicativo del sito

### Casa e luoghi d'infanzia
Nella località di Archery sorge la fattoria dove Jimmy visse con la sua famiglia (attiva in particolare nella coltivazione delle arachidi) dal 1928 fino al 1941, anno nel quale s'iscrisse al college; l'edificio padronale è stato restaurato alle sue condizioni originarie, antecedenti al 1938, anno in cui fu per la prima volta allacciato alla corrente elettrica.

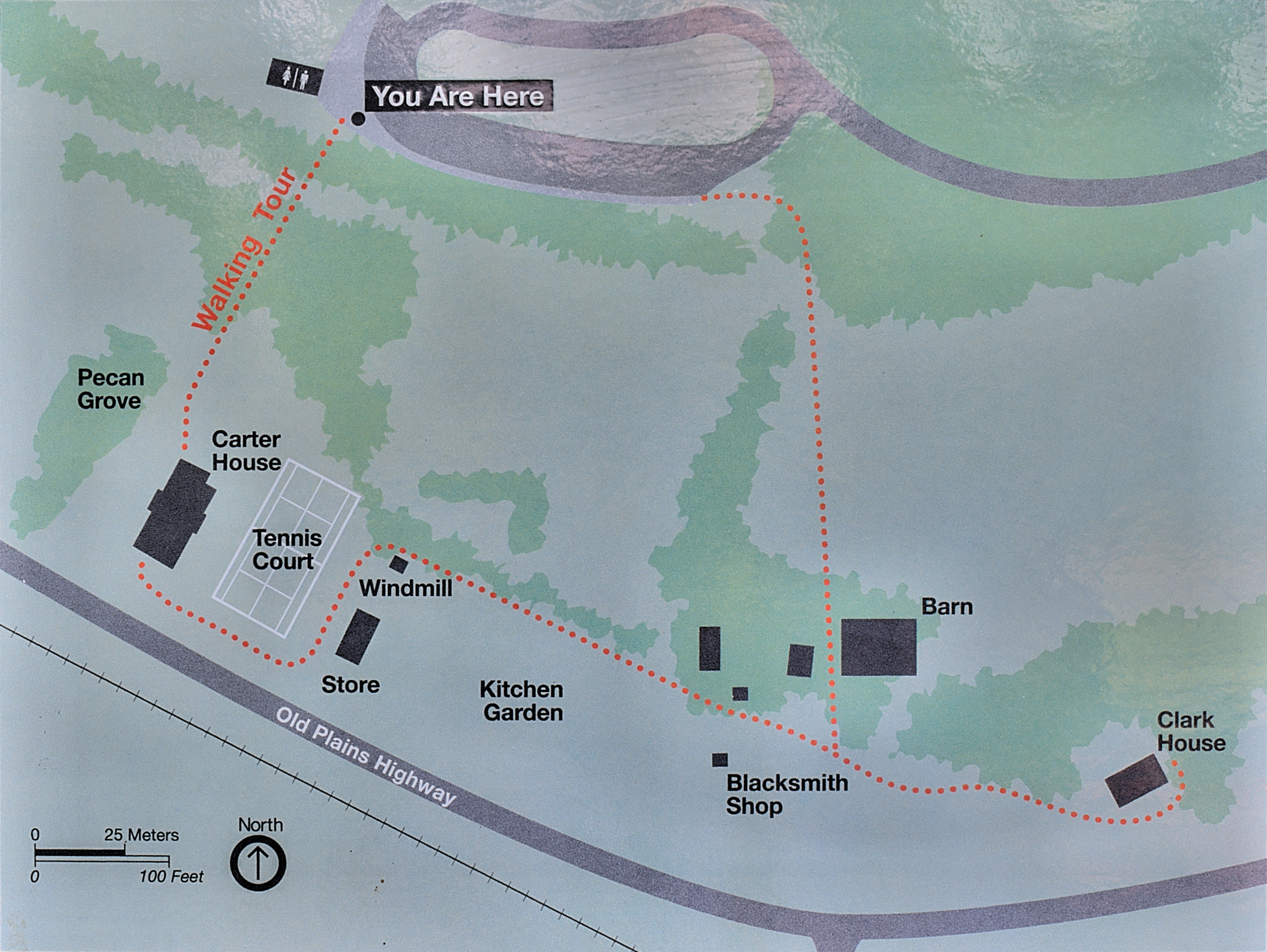
Mappa della fattoria
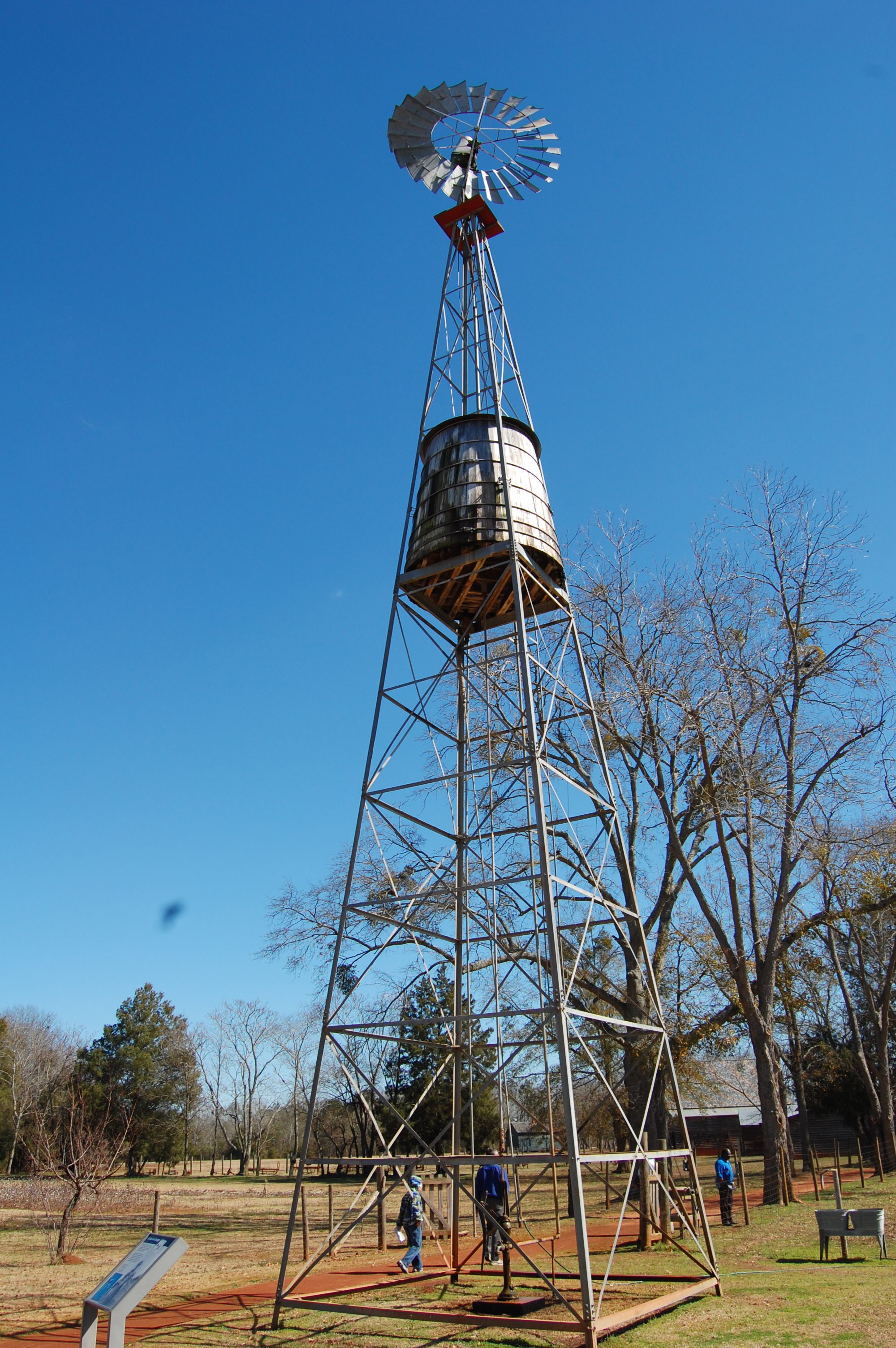
Una pompa d'acqua sopra un pozzo, spinta da un mulino
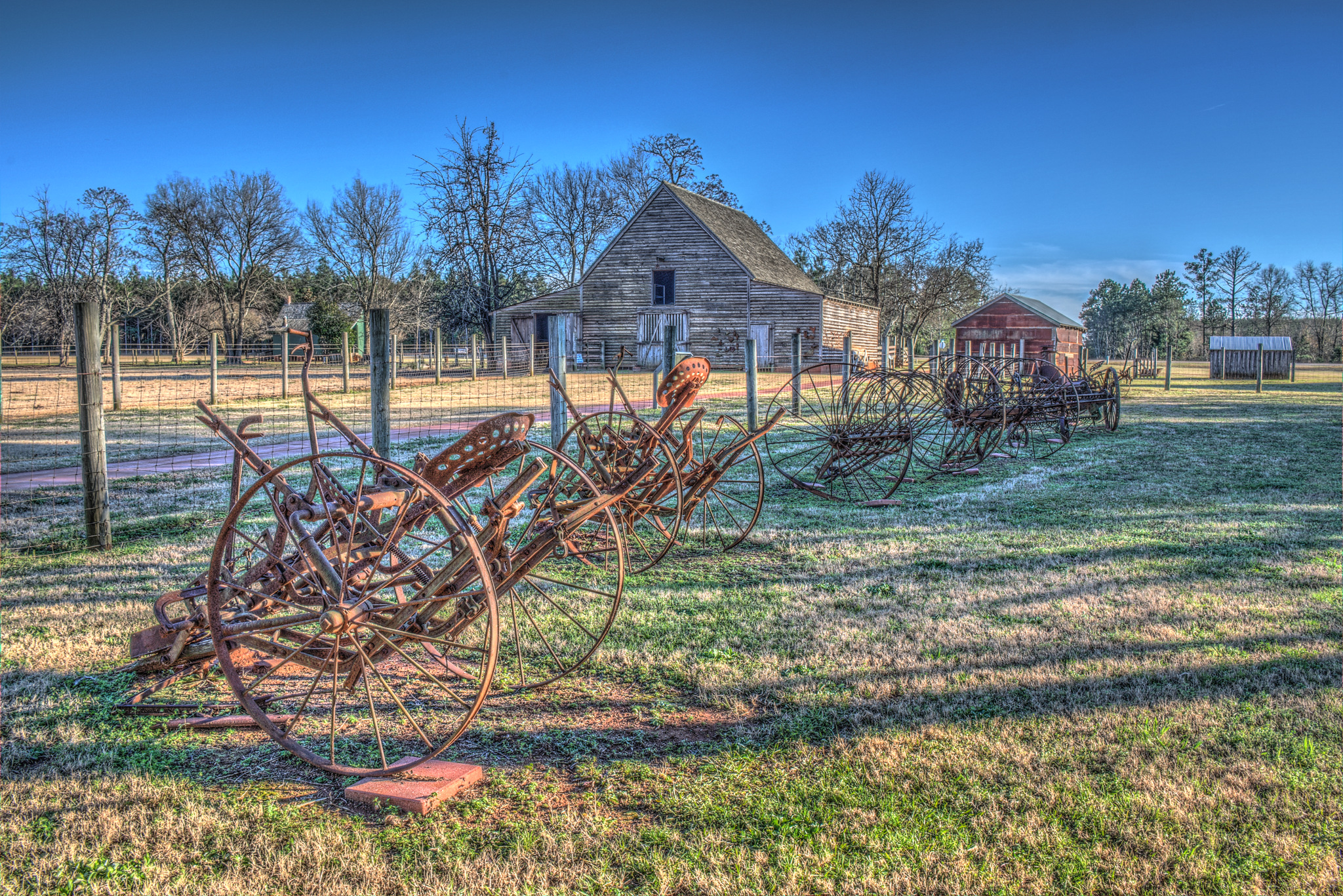
Il fienile e alcune vecchie attrezzature agricole
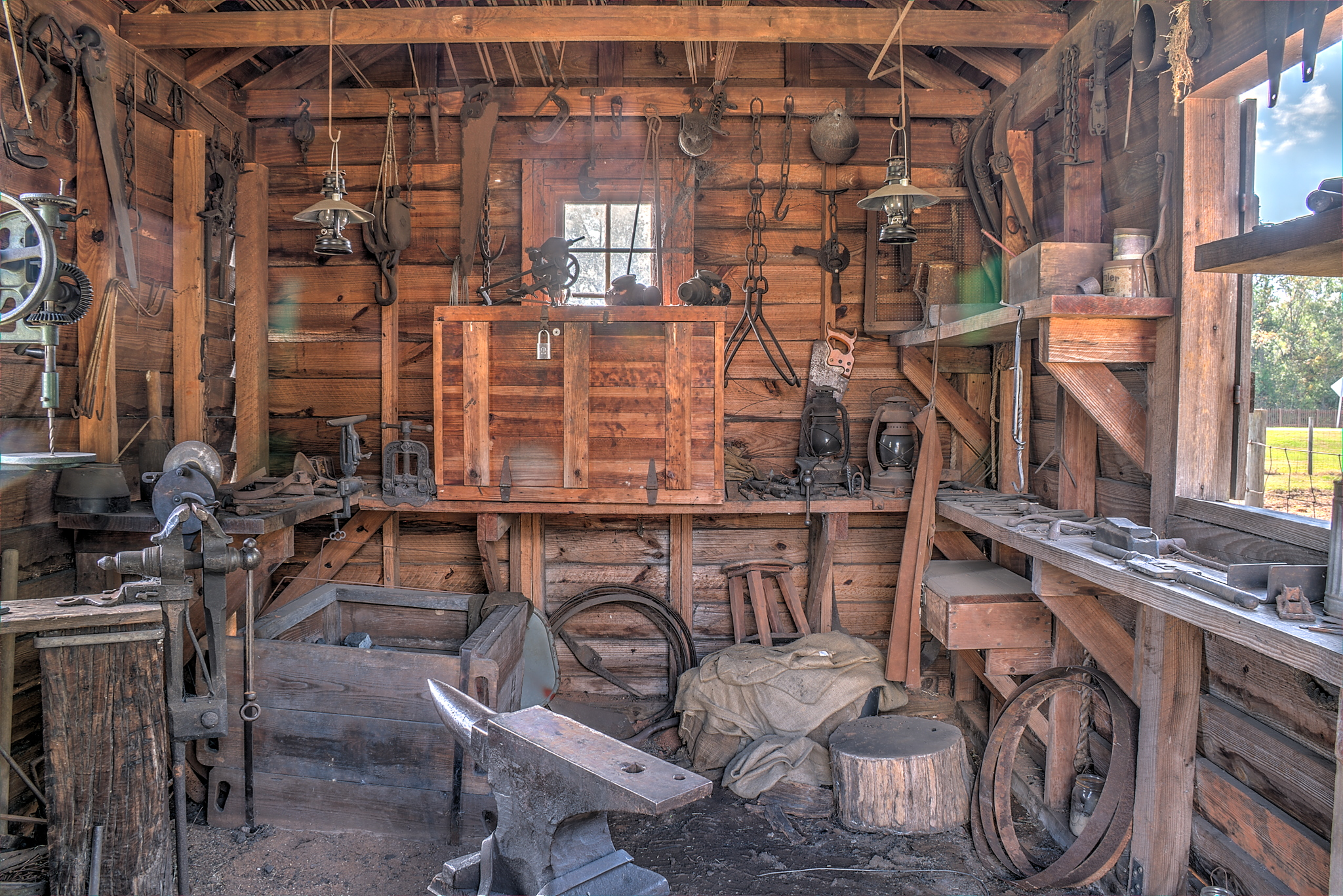
La bottega del maniscalco

Nelle vicinanze è stato altresì preservato il negozio gestito dai genitori del futuro presidente, James Earl senior (meglio noto come Earl) e Lillian Carter.
I Carter avevano peraltro alle loro dipendenze molti braccianti afroamericani, perlopiù in regime di mezzadria: l'unico dipendente a tempo pieno era Jack Clark, che ricopriva l'incarico di supervisore delle attività agricole. Lui e sua moglie Rachel vivevano in una piccola casa presso la fattoria, che è stata a sua volta musealizzata. Il giovane Jimmy trascorse molto tempo con i coniugi Clark, anche dormendo a casa loro quando i suoi genitori erano in viaggio. Il clima nella famiglia Carter era scevro da qualunque forma di razzismo o sfruttamento: i dipendenti venivano trattati in modo dignitoso e il piccolo Jimmy crebbe avendo perlopiù amici di colore. Ciò cooperò a sviluppare la sua contrarietà alla segregazione e la sua sensibilità sul tema dei diritti civili.
Il complesso offre uno spaccato esaustivo sulla vita contadina nella Georgia della prima metà del XX secolo; la fattoria è inoltre mantenuta attiva, sia coltivandone i campi (dove crescono canna da zucchero, cotone, mais, pomodori e arachidi), sia per la parte zootecnica, ospitando arnie per le api, capre, galline, muli e gatti.

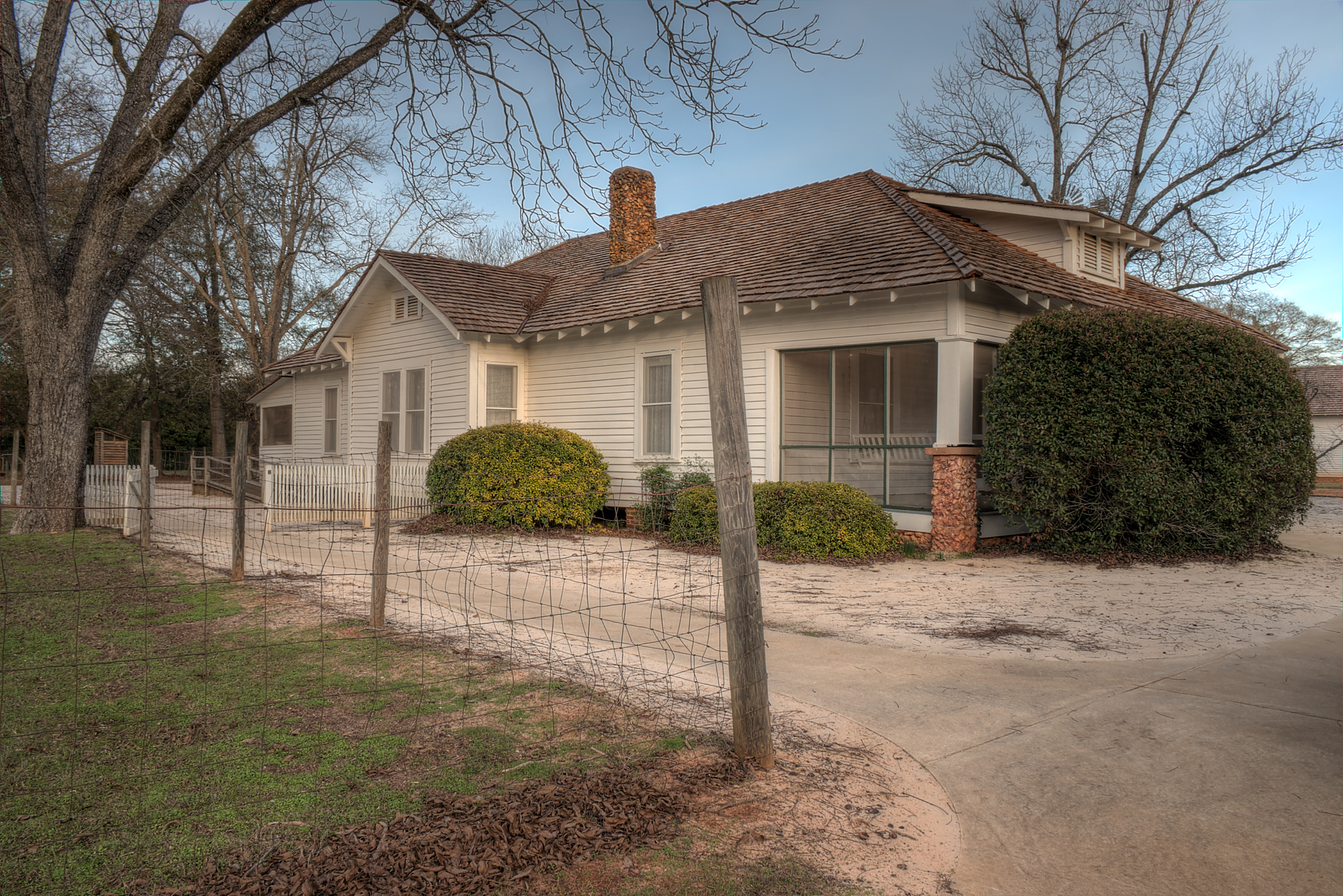
La casa di Earl e Lillian Carter
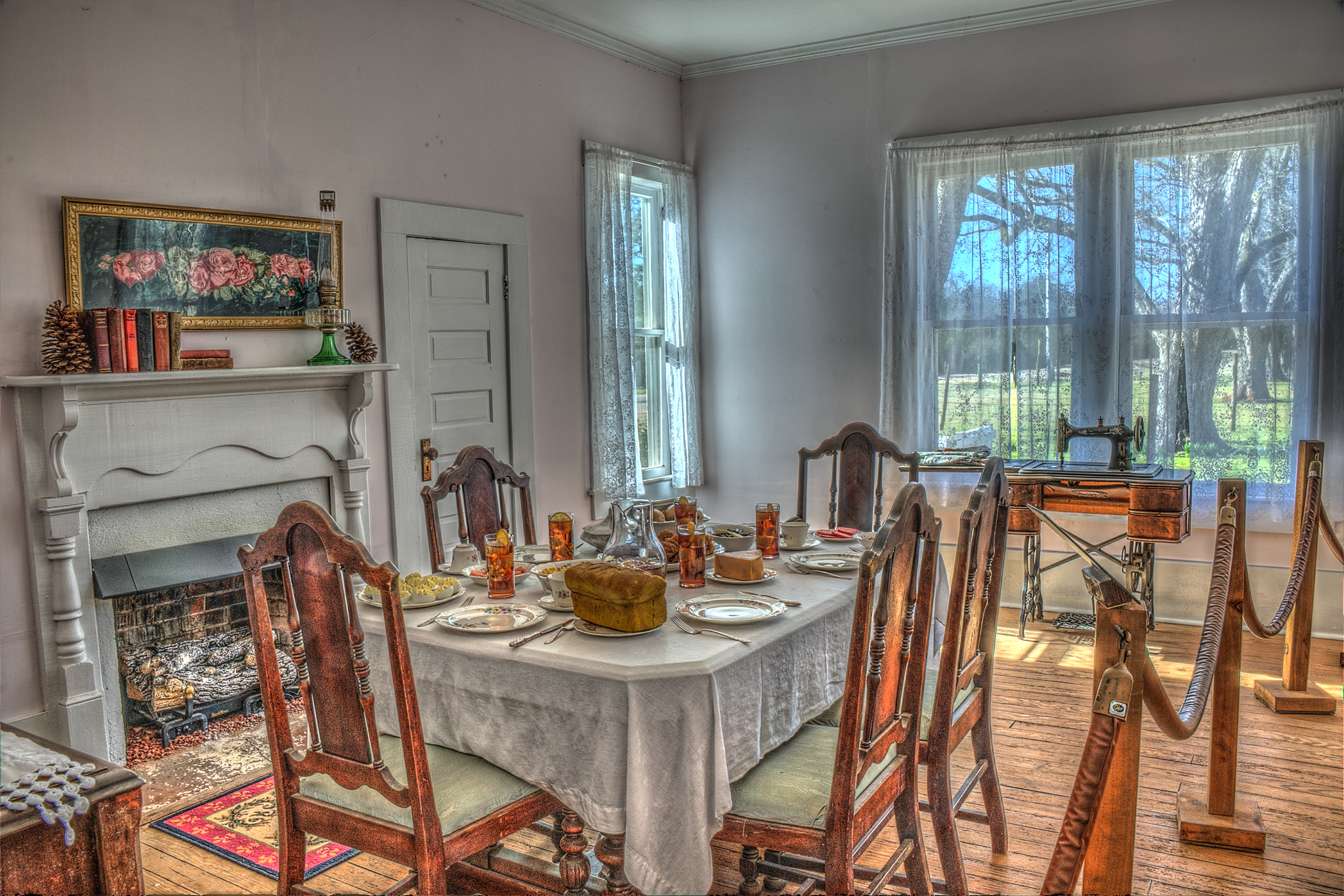
Sala da pranzo nella casa di Earl e Lillian Carter
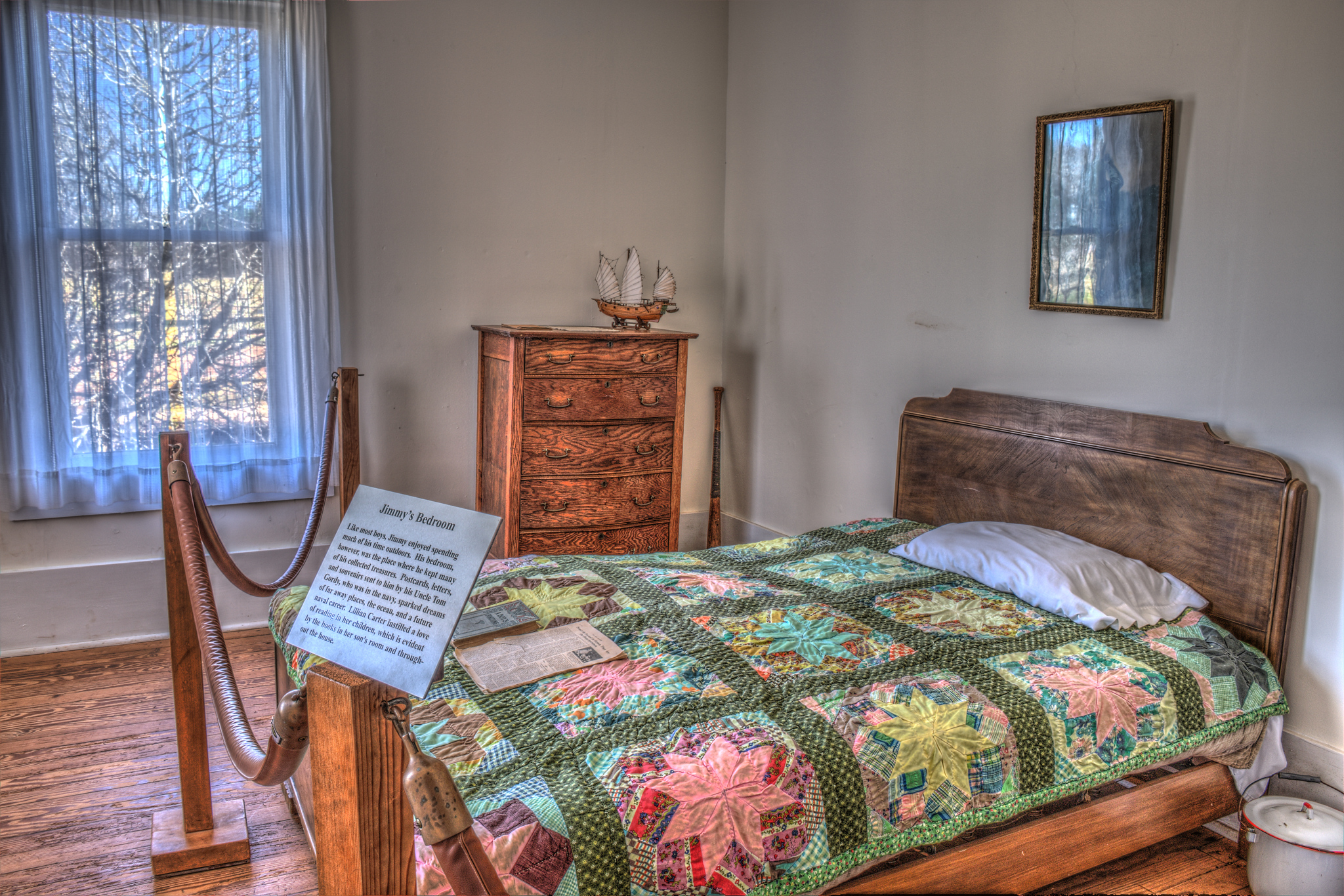
Camera da letto nella casa di Earl e Lillian Carter
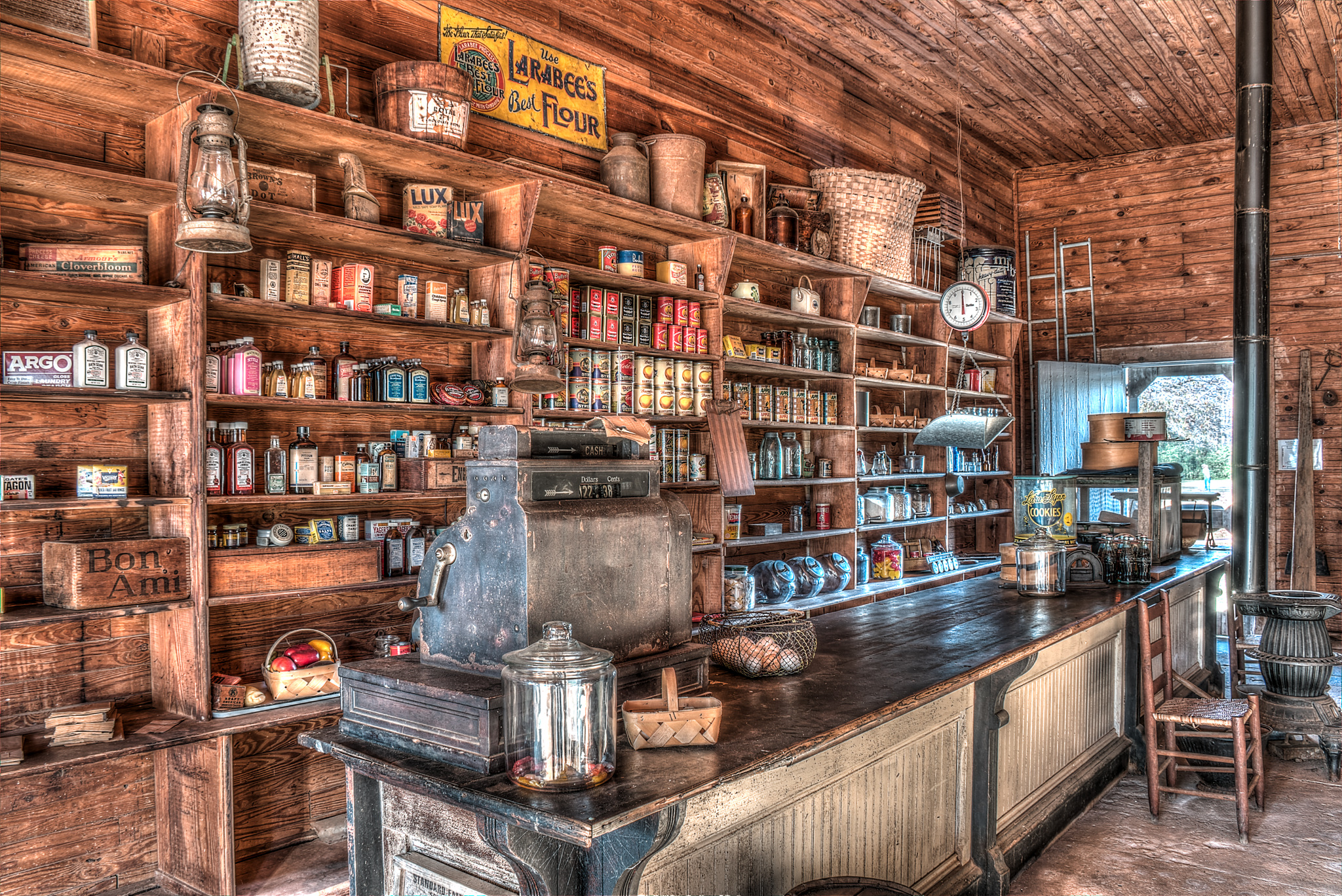
Il negozio di famiglia
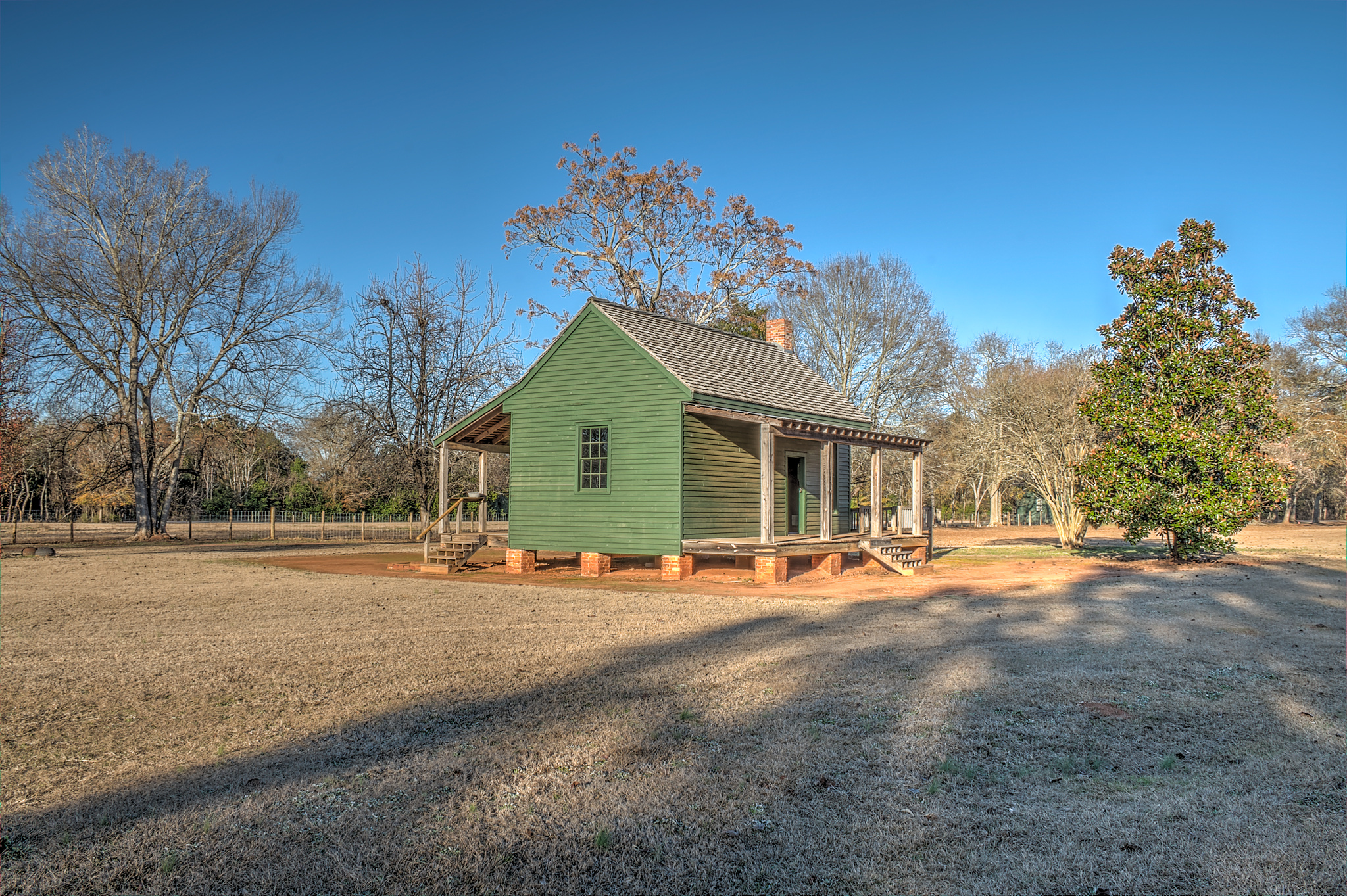
La casa del supervisore Clark
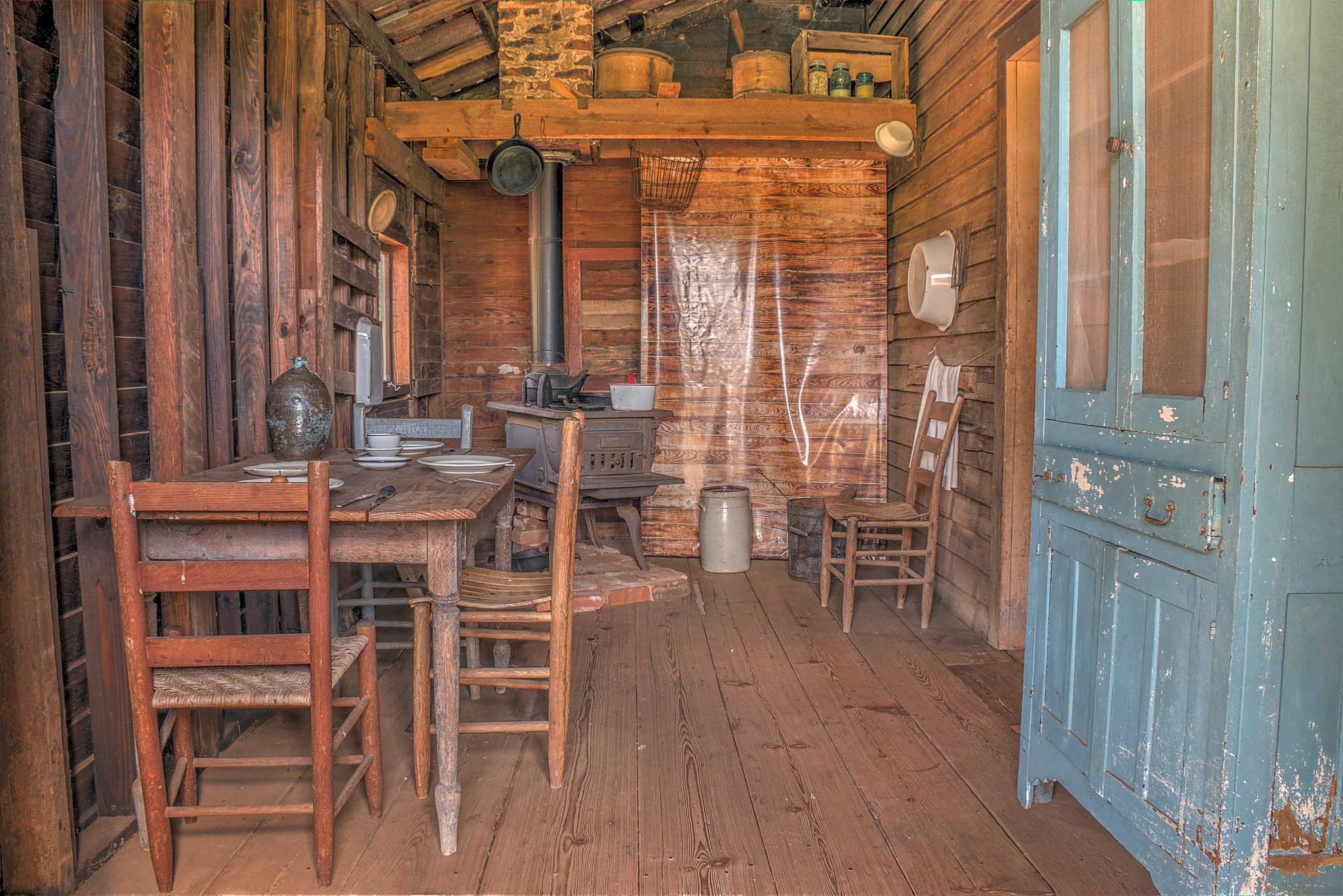
Cucina nella casa del supervisore

### Quartier generale elettorale
Nel parco ricade anche il vecchio casello ferroviario (costruito nel 1888 e dismesso nel 1951 a seguito della soppressione del traffico regolare sulla relativa linea) che Carter scelse come quartier generale per la sua campagna elettorale alle presidenziali 1976. Al suo interno si conservano vari cimeli di quella stagione.

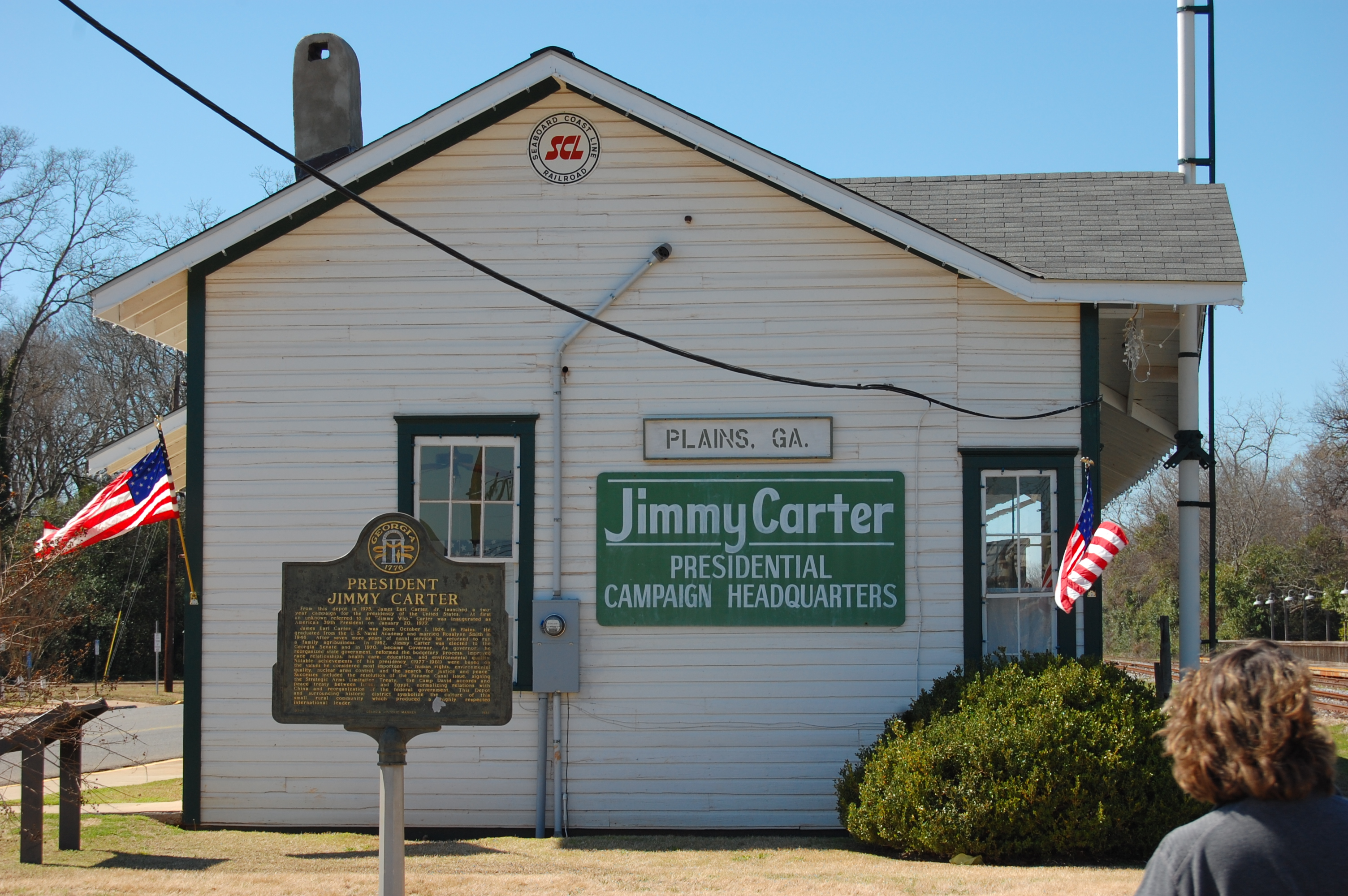
L'ex casello ferroviario dove Carter organizzò la campagna per le elezioni presidenziali 1976
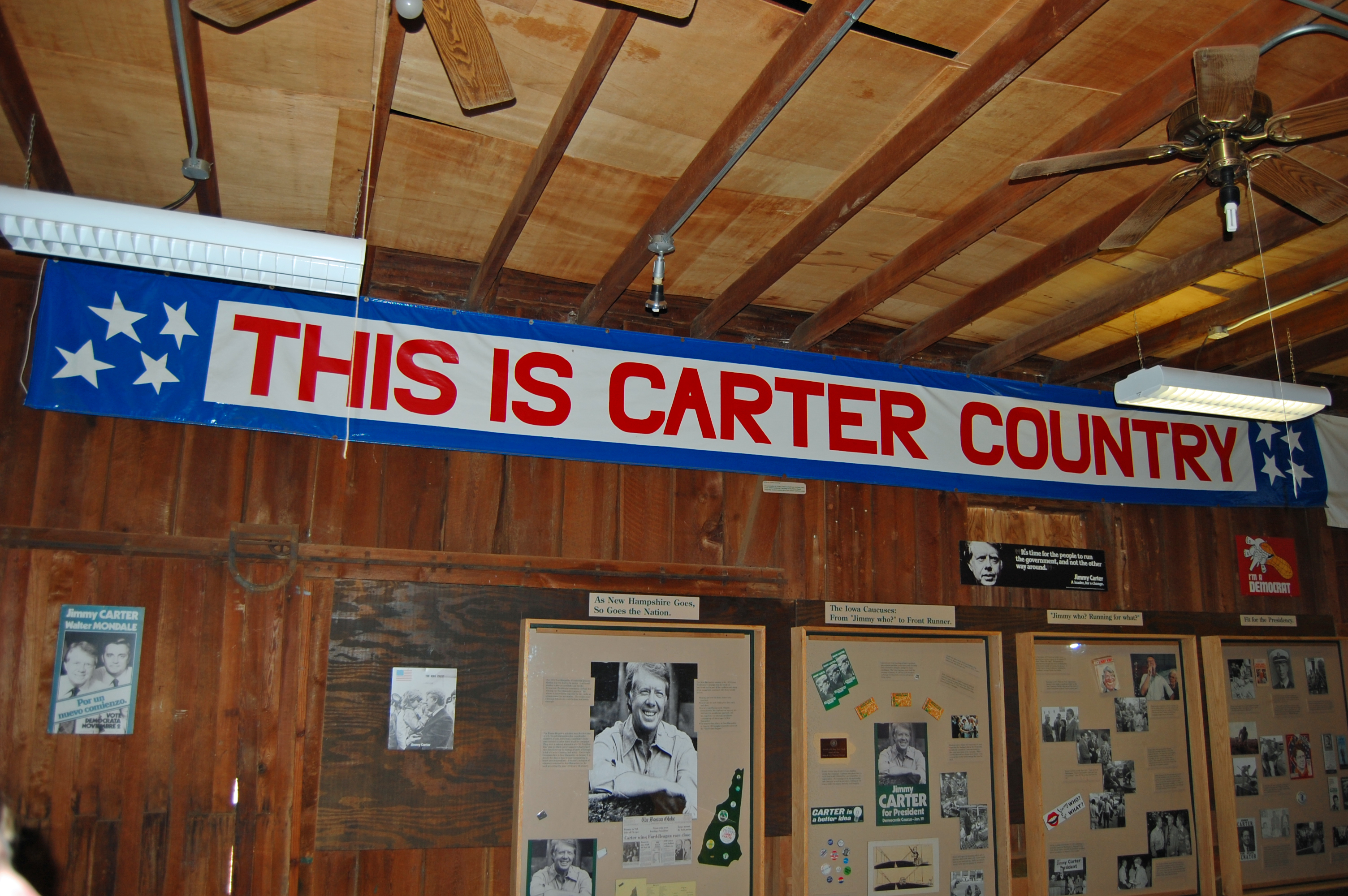
Interno del casello

### Casa dell'ex presidente

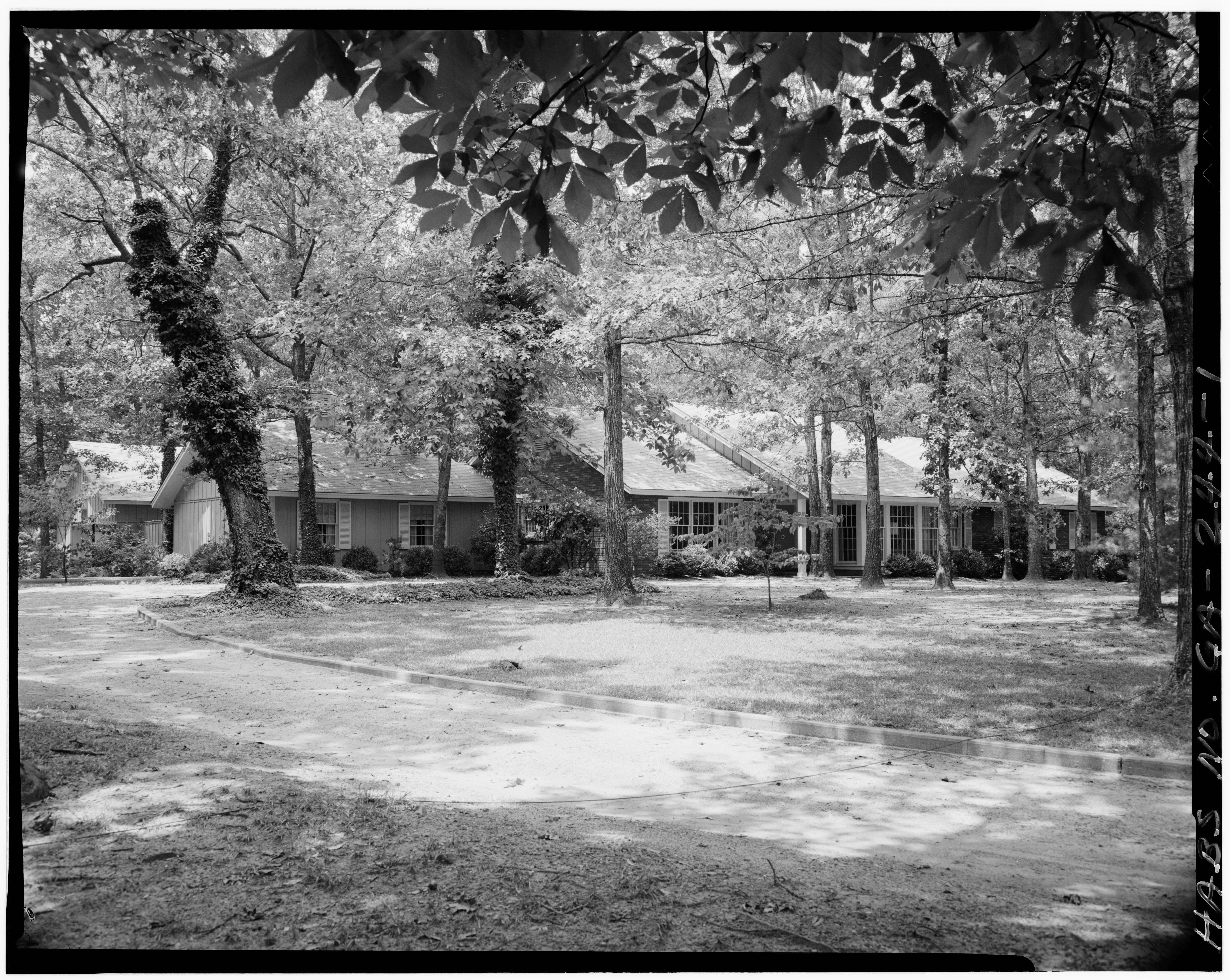
La dimora dei Carter

All'indirizzo 209 Woodland Drive sorge la residenza dei coniugi Carter, che la fecero costruire nel 1961, abitandovi fino all'elezione di Jimmy alla presidenza degli USA. Vi fecero occasionalmente ritorno per periodi di ferie durante il mandato presidenziale (come da prassi, l'edificio in quel tempo era designato col soprannome di Summer White House), dopodiché vi si ristabilirono una volta conclusa la presidenza.
Fintanto che è stata la dimora di un ex presidente, la casa di Woodland Drive è rimasta inaccessibile al pubblico ed è stata soggetta alla rigida sorveglianza degli agenti del Secret Service. I coniugi Carter hanno comunque disposto che, alla loro scomparsa, il National Park Service (NPS) si occupi di musealizzarla e aprirla al pubblico.
Sempre in attuazione delle loro volontà, entrambi i coniugi hanno ricevuto sepoltura sotto un albero di salice che cresce nel prato annesso alla casa.

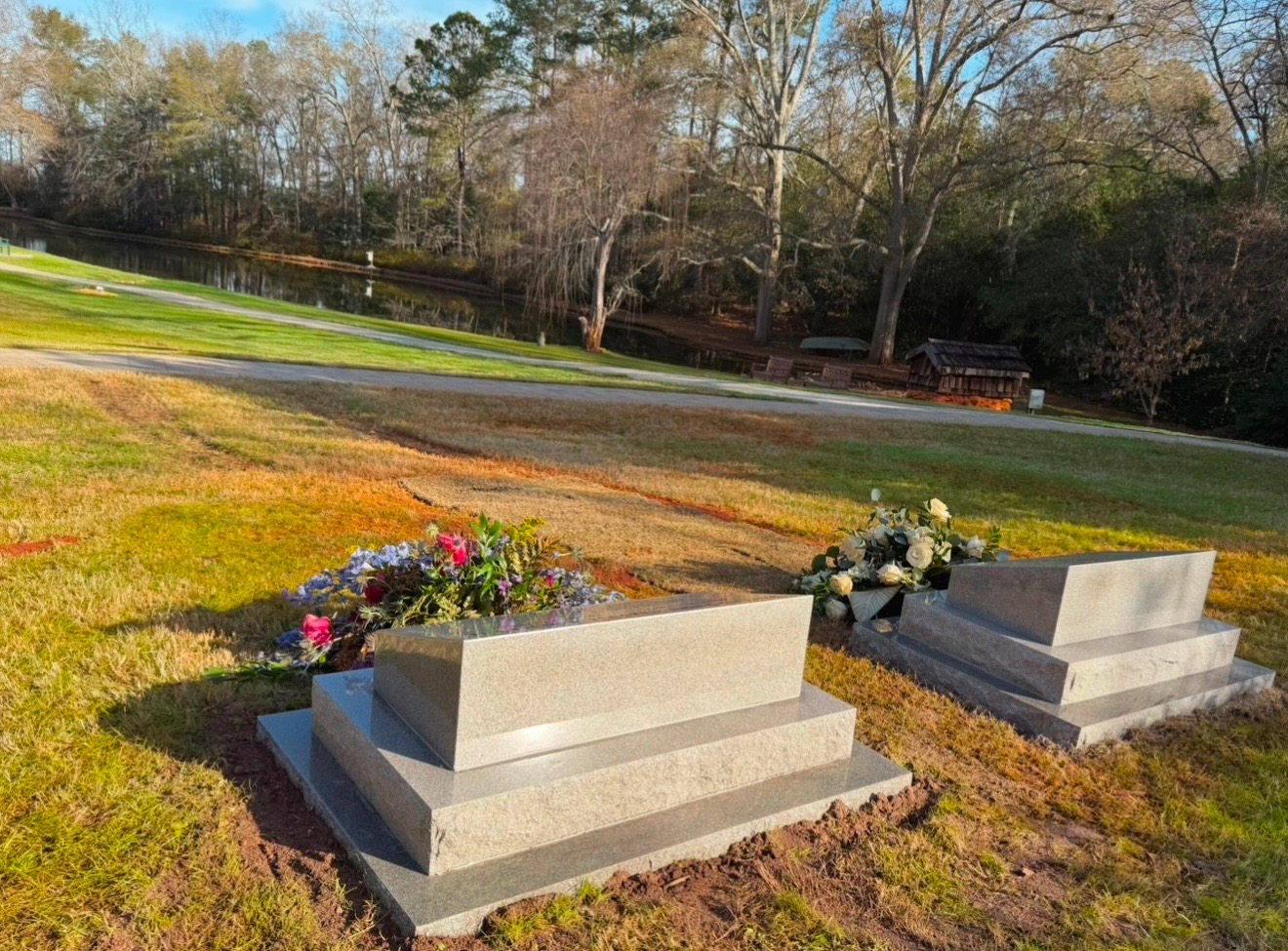
Le tombe dei coniugi Carter